# Lacaio
Lacaio é um criado ou servente, é um empregado doméstico uniformizado, geralmente trajado de libré.
O lacaio era uma figura de constante presença no século XVIII e XIX a servir uma família aristocrata e o seu amo nos seus passeios e viagens.
Posteriormente, no linguajar do povo, o termo passou a ser usado no sentido pejorativo como sinónimo de alguém que é um indivíduo servil ou subserviente.